# Vsèvolod Nestaiko
Vsèvolod Zinovíiovitx Nestaiko (en ucraïnès, Всеволод Зіновійович Нестайко; 30 de gener de 1930 – 16 d'agost de 2014) va ser un escriptor ucraïnès de literatura infantil.3 Se'l considera l'escriptor de literatura infantil més famós i estimat d'Ucraïna.
Durant la Primera Guerra Mundial els pares de Nestaiko estaven en costats oposats. El seu pare va ser un fuseller de Sich (l'exèrcit austrohongarès) i posteriorment membre de l'exèrcit ucraïnès de Galitzia; la seva mare era una mestra de literatura russa i infermera en l'exèrcit imperial rus. El 1933 el seu pare va morir a mans de la policia secreta, la NKVD. Per escapar de la fam a Holodomor, Nestayko i la seva mare es van traslladar a Kíiv, a casa de la seva germana.
El 1947 va començar els seus estudis i el 1952 Nestayko es va graduar a la Facultat de Filologia de la Universitat Nacional Taràs Xevtxenko de Kiiv. Després va treballar al setmanaris Dnipro, Periwinkle i Youth. Des 1956-1987 Nestayko va ser l'editor a càrrec del setmanari de literatura infantil Rainbow. El seu primer llibre publicat fou Shurka&Shurko el 1956. Des de llavors fins a la seva mort va arribar a publicar prop de 30 històries, contes de fades, novel·les i obres de teatre. Els seus llibres han estat traduïts a vint idiomes, com anglès, alemany, francès, castellà, rus, àrab, bengalí, hongarès, romanès, búlgar i eslovac. L'adaptació de la seva obra Toreadors from Vasyukivka va guanyar el GranPrix al Festival Internacional de Múnic el 1968, i el premi més important a Sydney el 1969. L'adaptació de The Fraud ”F” va ser distingida al Festival Cinematogràfic de la Unió Soviètica a Kiev el 1984 i en el Festival Cinematogràfic a Gàbrovo, a Bulgària, el 1985. Les obres de Nestayko han estat incloses dins el currículum escolar a Ucraïna.
El 2010 el president ucraïnès Víktor Iúsxenko el va premiar amb la Орден князя Ярослава Мудрого (Ordre del Príncep Iaroslav el Savi, la cinquena classe).